# タモリの音楽は世界だ
『タモリの音楽は世界だ』（タモリのおんがくはせかいだ、英称：TAMORI's The World Of Music）とは、テレビ東京系列にて1990年10月13日から1994年9月10日まで土曜日の22:00 - 22:54（JST）に、1995年4月14日から1996年3月22日まで金曜日の21:00 - 21:54（JST）に放送されていた音楽クイズバラエティ番組。タモリが司会を務めた冠番組。ステレオ放送、文字多重放送を実施していた。通称は「音楽は世界だ」。

## 概要
“あらゆる時代のあらゆる国のあらゆるジャンルの音楽”を視聴者へ紹介する、音楽を題材にしたクイズバラエティ番組である。また、タモリにとっては初のクイズ番組の司会でもある。タモリ自身も番組内でトランペットを演奏を披露したりしていた。
当初はクラシック音楽を中心とした内容が多かったため、一部の音楽ファンにしか受け入れられなかったが、オペラや声楽、ロックやパンク、ヒップホップなど様々な音楽を取り上げるにつれ、徐々に視聴者に受け入れられるようになっていった。
当番組では「ホストバンド」として音楽バンドが毎回レギュラー出演しており、シンキングタイムのBGMから正解時・全員不正解時のSEに至るまで様々な曲が生演奏されており、それが斬新な演出となっていた。
コンサートや新譜のPRのために来日した海外ミュージシャンやアーティストが出演することも多く、問題文を読んだり即興で演奏を始めたりする等、通常の音楽番組とはひと味違う表情を垣間見ることができた。
第1期放送終了からしばらくして、音楽を題材にしたギャンブルクイズバラエティ番組として復活したが、次第にクイズ番組形式となっていった。
なお、第1期の頃は中期までが『情報クイズバラエティ・タモリの音楽は世界だ』、後期からは『クイズ!タモリの音楽は世界だ』というタイトルだった。第2期はクイズ番組として復活したわけではなかったため、「クイズ!」が取れた形となった。
| 放送期 | 番組タイトル                                                             | 放送期間                       | 放送曜日 | 放送時間             |
| ------ | ------------------------------------------------------------------------ | ------------------------------ | -------- | -------------------- |
| 第1期  | 情報クイズバラエティ・タモリの音楽は世界だ ↓ クイズ!タモリの音楽は世界だ | 1990年10月13日 - 1994年9月10日 | 土曜日   | 22:00 - 22:54（JST） |
| 第2期  | タモリの音楽は世界だ                                                     | 1995年4月14日 - 1996年3月22日  | 金曜日   | 21:00 - 21:54（JST） |

タモリは、第2期終了後テレビ東京でのレギュラーが三度消滅しており、同局の番組にも現在まで殆ど出演していない（ゲスト出演が数えるのみ）。

## 出演者

### 司会
- タモリ - トランペットを演奏する機会が度々あった。

### アシスタント

#### 第1期
- 田口恵美子（当時テレビ東京アナウンサー） - 1993年10月から第1期の最後の1年間のみ出演。

#### 第2期
- 神崎ゆう子

### 解答者（パネラー）

#### 第1期
- 坂田明（サックス奏者） - 第1期を通して出演。
- 井上順
- 小俣雅子
- なかにし礼（作家・作曲家）
- かとうかずこ
- 森口博子
- 立川志の輔
- 城戸真亜子（画家）
- 中尾ミエ
- 中村誠一（サックス奏者）
- ほか

#### 第2期
- 丹波哲郎
- 草彅剛（SMAP）
- ドリアン助川
- 福井ミカ
- ほか

### ホストバンド

#### NOBU-SONS（第1期初期 - 中期）
- 斉藤ノブ（パーカッション）※バンマス
- 青木智仁（ベース）
- 是方博邦（ギター）
- 松原正樹（ギター）
- 小林信吾（キーボード）
- 重実徹（キーボード）
- 島村英二（ドラム）
- 鈴木知佳（コーラス）
- 杉本和代（コーラス）

小林、重実は「デジタモドン」にてオペレータも務めた。

#### KORE-CHANz（第1期後期）
- 是方博邦（ギター）
- 則竹裕之（ドラム）
- 難波弘之（キーボード）
- 永井敏己（ベース） ほか

#### 伊東たけしオレオレバンド
- 伊東たけし（サックス）
- 大橋勇（ギター）
- 大坪稔明（キーボード）
- 望月誠人（トロンボーン）
- 五反田靖（トランペット）
- 須藤満（ベース）
- 山下政人（ドラム）

#### 杉浦フィルハーモニーオーケストラ
- 杉浦哲郎
- 高嶋洋平
- 小室剛
- 福島誠二
- 広畑健二
- 秋山信雄
- Jun野村
- 霜田裕司

#### 明和電機
- 土佐正道
- 土佐信道

（以下は明和電機の持ち枠「世界手作り楽器協会」認定コーナーの最終回に登場）
- ヲノサトル
- 大谷健太郎
- ナッパーズ（丸山優子・白土直子・vivi(野畑桂子)）

### 恒例ゲスト
- 所ジョージ (正月特番に毎年出演、自身のコーナーで童謡の歌詞に関する独自解釈を披露していた。）

### ナレーター

#### 第1期
- バッキー木場
- 青柳秀侑
- 島津冴子

#### 第2期
- アラン・J
- 武居“M”征吾

## ルール

### 第1期
基本ルール
- ゲスト出演やVTR、生演奏等様々な形で出題される音楽クイズに答える。
- 一時期を除いて、4 - 5人の芸能人パネラーが優勝を争う形式であったが、誰がどの解答席に座るかは、本番が始まってからくじ引きで決めていた。
- 一部の問題を除き、基本は書き問題。フリップに記述して答える。

前期ルール
- パネラー5人による個人戦。
- 問題に正解すると、オーケストラの演奏者を模した人形を1つ獲得。
- 最終的に最も多くの人形を獲得したパネラーが優勝。
  - 最も初期には、トップが同点の場合は近似値クイズを行って優勝者を決めていた。その後すぐに、ジャンケンに変わった。
  - エンディングでは、はじめのうちは「タモリクエスト」と称し視聴者からのリクエストを「NOBU-SONS」と大橋純子が生演奏。この直後にプレゼントコーナーがあり「タモリクエスト」のあて先も紹介されていたが、遅れネット局では「タモリクエスト」宛先部分を自社製作していた局もあった。後に「この曲何だっタモリ」と題して、ある曲が生演奏され、視聴者が演奏された曲を書いて応募すると正解者の中で抽選で数名にプレゼントが当たる形に変わった。
- 前期のみ、パーフェクト賞が出た場合は海外旅行・ミンクのコートを出した解答者と視聴者の中から1名にプレゼントされた。

中期ルール
- パネラーが5人である点は前期と同じだが、自分が座った解答席の後方に座っている観客席25名の力を借りて、優勝を争うチーム戦に変わった。
- 観客も参加するクイズは後述の「知ってるタモリ?! ○×5番勝負」と「デジタモドン」（ただし、タモリの裁量により例外あり）。
  - 特に「デジタモドン」は「答えが分かった観客は自分の前の解答者に答えを教えてよい」というルールだったため、必死になって観客に答えを聞く解答者の姿が好評だった。またこの頃には、自力ではなく観客のおかげで優勝する解答者も現れ、この意外性も番組のよいスパイスとなった。
- 当初は正解すると前期と同じく人形を1つ獲得というルールだったが、セットチェンジ・早押しクイズ導入と共に得点表示が人形からデジタル表示となった。
  - これにより、正解すると10点獲得となった。
    - 例外にラストの早押しクイズでは「100 - 10」と1秒刻みで得点が減り、正解すればVTR時に止まった得点が獲得。お手つき2回で失格・この問題の回答権が剥奪。全チーム失格になるかVTR終了まで正解が出なければ終了。
- 最終的に最も多くの人形または得点を獲得したパネラーが優勝。

後期ルール
- 後期は当初、同時期に放送されていたTBSの『クイズ!当たって25％』を意識したのか、25名の一般視聴者チームの4チームが対抗する形式となったが、その後芸能人＋一般視聴者チームの4チーム対抗戦となり、中期のルールに戻された。

### 第2期
前期ルール
- 芸能人5名が、手持ちのチップを賭けて、音楽に関する様々なゲームの結果を予想。
- 獲得したチップは最後にチップの枚数に応じて賞品の金貨と交換される。

後期ルール
- 芸能人の解答者4人がクイズに答えて、優勝を争う。
- 問題は全て書き問題。フリップに筆答で答える。
- クイズに正解すると「オタモジャクシ」（タモリに似せて作った「♪」）を1つ獲得（例外あり）。
- 最終的に最も多くの「オタモジャクシ」を獲得した解答者が優勝となる。

## クイズコーナー

### 第1期

#### 4問連続早押しクイズ
- 前期のオープニングクイズ。
- まず、NOBU-SONSが1曲生演奏。その後、演奏された曲にまつわる問題が出題されるので、早押しで答える。
  - 問題は、演奏曲のタイトル当てを除き音楽知識はあまり問われず、むしろ演奏曲に関連した一般常識問題がほとんどであった。また稀に、登場したゲストにまつわる問題も出題された。
  - パネラー紹介の機会を兼ねており、早押しで解答権を獲たパネラーは、タモリに紹介されてから改めて解答するという形を取っていた。またコーナータイトル通り、問題は4問しか出題されないので、最後まで残ったパネラーは、クイズが終わった後に紹介された。
- 正解すると人形1体獲得。
- ただし正解・不正解に関わらず、1度解答したパネラーは、このコーナーでの解答権を失う。

#### 知ってるタモリ?!
- 中期のオープニングクイズ。
- 音楽にまつわる簡単な問題を司会から向かって左側の席から順に選択し、早押しで答える（選択した人以外も解答権あり）。
- 後に○×クイズが1問追加された。
- 各問題共に正解すると10点獲得。
  - コーナータイトルは日本テレビの番組『知ってるつもり?!』のパロディ。コーナータイトルロゴも本家にそっくりだった。

#### 知ってるタモリ?! ○×5番勝負
- 中期終盤のオープニングクイズ。
- 音楽にまつわる○×クイズが5問出題される。
- 解答者は全ての問題に参加し、1問正解するごとに10点獲得。
- 観客も参加し「全問正解した観客の数×1点」が全問正解した観客の前の解答者の得点に加算される。

#### デジタモドン
- MacintoshとMIDI音源などを使って、一風変わった再生方法で流された曲を当てる早押しクイズで、この番組の目玉となっている。後期からは視聴者のみヒントが画面上に表示されるようになる。
- 最初は早回しと遅回しだけだったが、早遅回しが登場したのを切っ掛けに、転調などのバリエーションも追加された。回を重ねると、早回しや遅回しについては何倍速か表示されるようになり、その状況に合ったCGのタモリキャラが出るようになった。10倍以上だと画面上のタモリキャラから汗が出る。さらにタモリが出題時に倍率を言うようになっている。その他はそのデジタモに応じたタモリキャラが表示される[注 1]。モールスデジタモドンでは指でモールス信号を叩くところが表示される。
- 毎回、4問から5問ほど出題される。ゲストが多い場合や特番の時はそれ以上出題された週もある。
  - 早回しデジタモドン：数あるデジタモドンで基本となる問題。倍速以上の速さで曲が流れる。最初は速すぎるので、通常一発では解答できないことが多い。通常は2倍から16倍。
  - 遅回しデジタモドン：半分以下の遅さで曲が流れる。
  - 早遅回しデジタモドン：早回しからだんだん遅くなる（ノーマルスピードに近くなる）。逆回しで不正解だった場合にも使われた。通常は10倍前後、稀に20倍｛正解曲≒禁じられた遊び｝からスタートする場合があった。
  - 逆回しデジタモドン：通常スピードで、曲が逆から流れる。
  - 転調デジタモドン：通常スピードで一定時間ごとにランダムにキーが変わる。
  - モールスデジタモドン：通常スピードで、主旋律がモールス音で流れる。音の長さと伴奏だけが頼り。
  - 並べ替えデジタモドン：通常スピードで、曲が何小節かごとにランダムに並べ替えられて流れる。
  - コマ切れデジタモドン：曲が数秒ずつ断続的に流れる。
  - 手回し蓄音機デジタモドン：曲の再生速度が、ランダムで速くなったり遅くなったり変化しながら流れる。
  - 逆早遅回しデジタモドン：逆回しに早遅回しを加えたもので、100回特番の時にだけ使用された。
  - 生声デジタモドン：この出題は機械使わない。ガイジンゲストが生で歌う。特番のみ出題された。
  - ワンワンデジタモドン：通常スピードで、音源が犬声となる。1回出題された。
  - キュルキュルデジタモドン：カセットが伸びた感じの音源で1回だけ出題された。
  - そのまま回しデジタモドン：早回しでも当てられないと司会が判断した場合に、正解曲を流す感じでそのまま流して出題。特番の最終問題にだけ使用された。
  - ミックスデジタモドン：通常スピードで、複数曲（3曲から5曲程度）が同時に流れる。流れている曲名をすべて答えないと正解にならない。
- このコーナーでは、観客が自分の前の解答者に答えを教えてもよい。観客が教えて正解するとテレホンカード｛後に当日ゲストのCDや番組の本等が加わる｝がプレゼントされた。このコーナーに限りゲスト解答者は誤答しても解答権はなくならない。
- いずれの問題もどれだけ難しい問題であろうと、正解すると人形1つまたは10点獲得。
- 「デジタモドン」というのは略称であり、毎週一応正式名称を述べるのだが、その正式名称は毎週異なっている。
- オペレーターは重実徹と小林信吾が週替わりで担当していた。重実はいつも個性の強いシャツを着用していたので、冒頭でタモリに「どこでそのシャツは買ってきたの?」とツッコまれ、またそれが観客・視聴者の注目の的となった。また小林はタモリから紹介される際に「小林信吾さんです」と紹介されず、「〇〇の人です」と紹介されることが多かった。〇〇の部分はタモリが週によってふざけた言葉を入れていたが、それがスタジオの観客からの爆笑を誘っていた。
- デジタモドンのバック音楽は、初期の頃は音楽を流していたが、後にバンドが直接演奏するようになった。また冒頭にタモリが効果音に合わせてジェスチャーをして始まることがあったが、末期にはやらなくなった。

### 第2期

#### ゲストコーナー
- 前期に行われたコーナー。
- アーティストが自分の特技にちなんだゲームに挑戦して、その成否を解答者が予想する。
- 予想が的中すると「賭けたチップ×2倍」のチップを獲得。予想が外れると賭けたチップは没収。

#### アンケートクイズ
- 音楽に関するアンケートを一般人に行い、その結果を予想する。
- 1位から5位を当てると賭けたチップに以下の倍率を掛けたチップを獲得。それ以外は賭けたチップを没収される。
  - 1位 「賭けたチップ×5倍」
  - 2位 「賭けたチップ×4倍」
  - 3位 「賭けたチップ×3倍」
  - 4位 「賭けたチップ×2倍」
  - 5位 「賭けたチップ×1倍」（番組では「EVEN」と言っていた）
- 前期の最終問題として出題された。

#### マニアキング決定戦
- 前期と後期の前半期に行われていたコーナー。
- 毎回ある歌手の知識をその歌手のファンである一般の視聴者4名で競うコーナー。
- その歌手に関する一般知識や映像問題、その歌手の曲を用いた「デジタモドン」等が早押しで出題される。
- 回答者の後ろに鍵盤の電飾セットがあり1ポイント取るごとに1つ点灯し、その音が鳴る。先に1オクターブ完成（8ポイント獲得した人）が優勝。
  - 正解した時に獲得できるポイントは1から3ポイントで、問題の難易度によって異なっている。
- 解答者は優勝しそうな、その歌手のファンである一般の視聴者を1人選ぶ。
  - 前期は予想が的中すると「賭けたチップ×倍率」のチップを獲得。予想が外れると賭けたチップは没収。
  - 後期は予想が的中すると「オタモジャクシ」を2つ獲得。
- 後期の前半期の最終問題でもある。

## SUPER4
第1期中期に「教授」として出演していた羽田健太郎（ピアノ）、coba（アコーディオン）、日色純一（バイオリン）、MALTA（サックス）の4人が組んでいたユニット。CDも2枚リリースしている。
- SUPER4 collection（1993年9月1日）
- Super4 plus King3 ORIGINAL COLLECTION（1994年06月17日）

## スタッフ
- 企画：久松定隆（電通）、田辺昭知（田辺エージェンシー）
- 構成：田村隆、奥山洸伸、原すすむ、はたせいじゅん、乙川恒樹、野村正浩（当時ハテナス）、松谷光絵、西条昇、倉本美津留、川世眞、笹川勇 / 次廣靖、井上晃一
- テーマ音楽：服部隆之
- 技術協力 (第1期)：ACT 現 テクノマックス、照明技術（現 テレビ東京アート）
  - TD：橋川昌明
  - カメラ：岩田伸一・奥西宏基
  - 照明：石田照夫・吉本紀英
  - 音声：笠羽信行・阿部次雄
  - VE：阿部真人
- 技術協力 (第2期)：東通、ティ・エル・シー、タムコ、ブル
  - TP：柳原成・近藤弘志
  - SW：鈴木康夫
  - カメラ：古田厚・和多利雅之
  - VE：石垣強
  - 音声：門田晃・菅原正巳
  - PA (パブリックアドレス)：藤田洋幸・井上和義
  - 照明：松本修一・床井弘一
- サウンドコーディネーター：鳥飼弘昌
- 音効：山田弘実・浜田祐子（メッセ → サウンズ・アート 第1期）→ 橅木正志（ジャイロ 現 スカイウォーカー・第2期）
- 美術協力 (第1期)：ル・オブジェ・アール・スタジオ、テレビ東京美術センター (現 テレビ東京アート)
  - 美術制作：宇津木民雄
  - 美術進行：森本士朗
- 美術協力 (第2期)：アックス
  - 美術プロデューサー：八旗眞人
  - 美術制作：小美野淳一
  - 美術デザイン：高松浩則
  - 装飾：篠原直樹
  - 装置：秋山雷太・粟野浩二
  - 電飾：松浦洋一・三浦博
- メイク：アーツ
- TK (タイムキーパー)：石井伸枝（第1期）→ 黒岩ゆかり（第2期）
- スタイリスト：相馬さとし（智）、木下勝之
- CG：DELICIOUS（第1期）→ エーデル（第2期）
- コンピュータプログラミング：吉田潔（第1期） → 鈴木豪（第2期）
- 編集：関井昭男（RVC・六本木ビデオセンター） 、クロステレビ（第1期）→ 以下全て第2期、大内一学（RVC）、クロースタジオ、ジャパンヴィステック
- MA (マルチオーディオ)：石塚宇生（RVC・六本木ビデオセンター）、クロステレビ（第1期）→ 以下全て第2期、松元祐二（RVC）、クロースタジオ、ジャパンヴィステック
- 音楽監修：佐々木修、佐山雅弘
- ディレクター
  - 第1期：上川伸廣・加藤宗弘・洪龍吉（以上イースト）、絹川昭男（ハテナス）
  - 第2期：佐藤健二郎（演出回有り）・岩城信行・山本雅泰
- キャスティングディレクター (第2期のみ)：加藤宗弘（イースト）、絹川明男（ハテナス）
- 取材ディレクター
  - 第1期：山本雅泰・菊池計理
  - 第2期：安藤正俊
- 制作進行 (第2期)：井澤達也
- 演出
  - 第1期：佐藤健二郎・長谷川賢一・次廣靖（毎回1人が演出担当、それ以外はディレクターに）
  - 第2期：次廣靖、井上晃一（2人共に構成演出兼務）
- 総合演出：長束利博（ハテナス）
- プロデューサー
  - 第1期：斧賢一郎・大原潤三（テレビ東京）、奥村正（イースト）
  - 第2期：笹村武史（テレビ東京）、加藤宗弘（イースト）
- チーフプロデューサー
  - 第1期：工藤忠義（テレビ東京）
  - 第2期：斧賢一郎（テレビ東京）、奥村正（イースト）
- リサーチ：CUBE、古賀あゆみ、古舘プロジェクト
- 協力：フルネット、デカノス企画、アル・ケミーレコード、インターナショナル
- 楽器協力：サンフォニックス、サンリース企画
- 制作協力：田辺エージェンシー（以前は企画協力）、ハテナス
- 企画協力：電通
- 収録スタジオ：テレビ東京第1スタジオ（第1期）、東京メディアシティ・レモンスタジオ（第2期）
- 製作：テレビ東京、イースト

## ネット局
系列は放送終了時のもの。
| 放送対象地域  | 放送局         | 系列           | ネット形態 | 備考                     |
| ------------- | -------------- | -------------- | ---------- | ------------------------ |
| 関東広域圏    | テレビ東京     | テレビ東京系列 | 制作局     |                          |
| 北海道        | テレビ北海道   | テレビ東京系列 | 同時ネット |                          |
| 青森県        | 青森テレビ     | TBS系列        | 遅れネット | 第1期を放送              |
| 青森県        | 青森放送       | 日本テレビ系列 | 遅れネット | 第2期を放送              |
| 岩手県        | IBC岩手放送    | TBS系列        | 遅れネット |                          |
| 宮城県        | ミヤギテレビ   | 日本テレビ系列 | 遅れネット |                          |
| 秋田県        | 秋田テレビ     | フジテレビ系列 | 遅れネット |                          |
| 山形県        | テレビユー山形 | TBS系列        | 遅れネット |                          |
| 福島県        | 福島中央テレビ | 日本テレビ系列 | 遅れネット |                          |
| 新潟県        | 新潟放送       | TBS系列        | 遅れネット |                          |
| 長野県        | 信越放送       | TBS系列        | 遅れネット |                          |
| 山梨県        | 山梨放送       | 日本テレビ系列 | 遅れネット |                          |
| 静岡県        | 静岡第一テレビ | 日本テレビ系列 | 遅れネット |                          |
| 富山県        | 富山テレビ     | フジテレビ系列 | 遅れネット |                          |
| 石川県        | 北陸放送       | TBS系列        | 遅れネット |                          |
| 愛知県        | テレビ愛知     | テレビ東京系列 | 同時ネット |                          |
| 岐阜県        | 岐阜放送       | 独立UHF局      | 同時ネット |                          |
| 三重県        | 三重テレビ     | 独立UHF局      | 遅れネット |                          |
| 大阪府        | テレビ大阪     | テレビ東京系列 | 同時ネット |                          |
| 滋賀県        | びわ湖放送     | 独立UHF局      | 同時ネット |                          |
| 和歌山県      | テレビ和歌山   | 独立UHF局      | 遅れネット |                          |
| 鳥取県 島根県 | 山陰放送       | TBS系列        | 遅れネット | 1991年10月からネット開始 |
| 広島県        | 広島テレビ     | 日本テレビ系列 | 遅れネット | 第1期のみ放送            |
| 岡山県 香川県 | テレビせとうち | テレビ東京系列 | 同時ネット |                          |
| 山口県        | 山口放送       | 日本テレビ系列 | 遅れネット | 1993年10月からネット開始 |
| 愛媛県        | テレビ愛媛     | フジテレビ系列 | 遅れネット |                          |
| 高知県        | 高知放送       | 日本テレビ系列 | 遅れネット |                          |
| 福岡県        | 福岡放送       | 日本テレビ系列 | 遅れネット | 1991年3月まで            |
| 福岡県        | TXN九州        | テレビ東京系列 | 同時ネット | 1991年4月開局から        |
| 長崎県        | 長崎放送       | TBS系列        | 遅れネット | [ 注 4 ]                 |
| 熊本県        | テレビ熊本     | フジテレビ系列 | 遅れネット |                          |
| 鹿児島県      | 南日本放送     | TBS系列        | 遅れネット |                          |
| 沖縄県        | 沖縄テレビ     | フジテレビ系列 | 遅れネット |                          |

## 関連商品

### 書籍
- タモリ + イースト・クイズ班編『クイズ!タモリの音楽は世界だ』マガジンハウス、1993年。(ISBN 4-8387-0313-9)

### CD
1990年代初頭、パソコン等のミュージックシーケンサーを用いた音楽演奏は一般人にとってまだまだ難しい時代であった。しかしながら視聴者から「デジタモドンをパーティでやってみたい」という要望が多く、様々な速度・転調などで打ち込み演奏された音源がCDとなって発売された。2トラック連続で同じ曲が収録されており、1番目が問題で、正解した場合は早送りすると次のトラックで正解告知ジングルに続いて正調が流れる仕組み。どのCDも第1トラックにはデジタモドンオープニング音楽をフルコーラス化したものが、最終トラックにはエンディングテーマと称してアイキャッチジングルが収録されていた。なおこのCDが番組で紹介された際、正解告知ジングルが番組と同じなことで観客から笑いが起きたほか、タモリがCDについて「1回しか使えないじゃないか!」とツッコミを入れていた。
- おうちでデジタモドン（初級編）TOCT-8272・東芝EMI（1993年12月15日）
- おうちでデジタモドン（中級編）TOCT-8273・東芝EMI（1993年12月15日）
- おうちでデジタモドン（上級編）TOCT-8274・東芝EMI（1993年12月15日）

オープニングテーマである「アイネ・クライネ・ナハトムジーク」や番組挿入曲として使われたクラシックのアレンジ曲を収録したNOBU-SONSのアルバム。
- NOBU-SONS IN CLASSICS SRCL-2189・Sony Records（1991年11月1日）